# Power (canção de Miro)
"Power" (estilizado como "POWER") é uma música do cantor búlgaro Miro, lançada em novembro de 2010.
Foi oficialmente o segundo single em inglês do cantor, e o primeiro após sua participação no Festival Eurovisão da Canção 2010 com a música "You're an angel".

## Videoclipe
Foi produzido um videoclipe para o lançamento do single, que ficou disponível internacionalmente na internet. O vídeo é inspirado visualmente pela estética do movimento construtivista russo, com um tema militar. Ao final do clipe, o general Miro "chuta" a cara de Hitler.

## Paradas
| Chart                   | Posição |
| ----------------------- | ------- |
| Bulgaria Top 20         | 4       |
| Europe Official Top 100 | 94      |